# Die Wittelsbacher am Rhein. Die Kurpfalz und Europa
Unter dem Titel Die Wittelsbacher am Rhein. Die Kurpfalz und Europa fand vom 8. September 2013 bis 2. März 2014 in den Reiss-Engelhorn-Museen und im Schloss Mannheim eine länderübergreifende Ausstellung statt, die sich dem europäischen Herrschergeschlecht der Wittelsbacher widmete und 111.281 Besucher hatte. Die Ausstellung zeigte 600 Jahre Kulturgeschichte der Region an Rhein und Neckar, die die Dynastie als Pfalzgrafen bei Rhein, als Kurfürsten, Könige und Kaiser vom Mittelalter bis in die Neuzeit prägte. 

## Anlass
Die Ausstellung erinnerte daran, dass Pfalzgraf Ludwig der Kelheimer vor 800 Jahren die Pfalzgrafschaft bei Rhein vom Staufer Friedrich II. verliehen bekam. 600 Jahre lang regierten die Wittelsbacher ununterbrochen das Kurfürstentum am Rhein.

## Ehrentitel und Schirmherren
Das Ausstellungsprojekt trug den Ehrentitel einer „Ausstellung der Länder Baden-Württemberg, Rheinland-Pfalz und Hessen“. Es handelte sich nach der Ausstellung Die Staufer und Italien um die zweite Geschichtsschau, die die drei Bundesländer gemeinsam präsentieren. Die Schirmherrschaft trugen die Ministerpräsidenten von Baden-Württemberg (Winfried Kretschmann), Rheinland-Pfalz (Malu Dreyer), und Hessen (Volker Bouffier) gemeinsam. SKH Herzog Franz von Bayern hatte der Ausstellung sein Patronat verliehen.

## Wittelsbacherjahr 2013
Begleitend zur Mannheimer Wittelsbacher-Ausstellung feierten 44 süddeutsche Städte gemeinsam das Wittelsbacherjahr 2013. Zu den beteiligten Orten zählten die Domstadt Speyer, die Hardenburg bei Bad Dürkheim, die Burg Guttenberg bei Neckarmühlbach, die Städte Alzey, Heidelberg, Kaiserslautern, Ludwigshafen am Rhein, Lauterecken und Zweibrücken. Es wurden Sonderausstellungen, Konzerte, theatralische Inszenierungen, Mittelalterfeste, Lesungen, Vortragsreihen, Führungen und Aktionen ausgerichtet. Das Historische Museum der Pfalz in Speyer zeigte anlässlich des Wittelsbacherjahres die Ausstellung Königreich Pfalz, die sich dem Wirken der Bayerischen Könige in der Pfalz im 19. Jahrhundert widmete. Das Kurpfälzische Museum in Heidelberg zeigte eine Begleitausstellung zu den Grablegen der Wittelsbacher. Schloss Erbach im Odenwald stellte die Geschichte der Schenken von Erbach vor. Das Wittelsbacherjahr wurde von den Reiss-Engelhorn-Museen in Abstimmung mit der Verwaltung der Staatlichen Schlösser und Gärten Baden-Württemberg, der Generaldirektion Kulturelles Erbe Rheinland-Pfalz und der Verwaltung der Staatlichen Schlösser und Gärten Hessen koordiniert.

## Organisation
Die Gesamtleitung der Wittelsbacher-Ausstellung hatte der Generaldirektor der Reiss-Engelhorn-Museen, Alfried Wieczorek in Kooperation mit dem Geschäftsführer der Staatlichen Schlösser und Gärten Baden-Württemberg, Michael Hörrmann, dem Generaldirektor der Generaldirektion Kulturelles Erbe Rheinland-Pfalz, Thomas Metz, und dem Direktor der staatlichen Schlösser und Gärten Hessen, Karl Weber, inne. Als wissenschaftliche Koordinatoren fungierten die Mittelalterhistoriker Bernd Schneidmüller und Stefan Weinfurter an der Universität Heidelberg. Projektleiter war  Alexander Schubert. Im wissenschaftlichen Ausstellungsbüro waren Sabine Witt und Melanie Herget als wissenschaftliche Kuratorinnen tätig. 